# أ. أ. وين
أ. أ. وين (بالإنجليزية: A. A. Wyn)‏ هو ناشر أمريكي، ولد في 22 مايو 1898، وتوفي في 3 نوفمبر 1967.